# Romano Bettarello
Pas d'image ? Cliquez ici

a Compétitions nationales et continentales officielles uniquement.

b Matchs officiels uniquement.
Romano Bettarello (né à Villadose le 16 mai 1930 et mort le 18 novembre 2005 à Rovigo) était un demi d'ouverture de rugby italien.

## Biographie
Romano Bettarello joua au plus haut niveau en Italie pendant vingt ans et gagnait sept Championnats d'Italie avec le Rugby Rovigo (de 1951 à 1954 et de 1962 à 1964).
Il est le père de Stefano Bettarello qui fut le premier joueur de rugby à XV italien convoqué par les Barbarians.

## Palmarès
- 7 fois champion d'Italie (Rovigo 1951-1954; 1962-1964)
- 2 sélections pour l'équipe d'Italie (contre à l'Allemagne de l'Ouest et la Roumanie) en 1953